# NGC 888
NGC 888 is een elliptisch sterrenstelsel in het sterrenbeeld Slingeruurwerk. Het hemelobject werd op 6 oktober 1834 ontdekt door de Britse astronoom John Herschel.

## Synoniemen
- PGC 8743
- ESO 115-2
- AM 0215-600